# Pierrefeu-du-Var
Pierrefeu-du-Var är en kommun i departementet Var i regionen Provence-Alpes-Côte d'Azur i sydöstra Frankrike. Kommunen ligger i kantonen Cuers som tillhör arrondissementet Toulon. År 2022 hade Pierrefeu-du-Var 6 084 invånare.

## Befolkningsutveckling
Antalet invånare i kommunen Pierrefeu-du-Var
| Referens: INSEE |